# Civilian Pilot Training Program

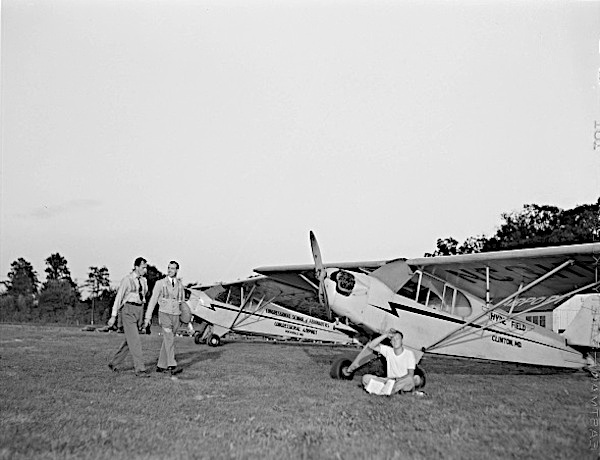
Élèves pilotes aux côtés de Piper J-3, participant au Civilian Pilot Training Program. Photo prise au ' de Rockville, dans le Maryland.

Le Civilian Pilot Training Program, ou CPTP, pour « programme d'entraînement de pilotes civils », était un programme de vols d'entraînement sponsorisé par le Gouvernement des États-Unis s'étant déroulé de 1938 à 1944, avec pour objectif à court terme de fortement augmenter le nombre de pilotes civils disponibles, donc d'avoir un effet positif sur la préparation militaire des Américains en prévision d'une future guerre.

## Établissement
Dans les années précédant immédiatement la Seconde Guerre mondiale, plusieurs pays européens, en particulier l'Italie et l'Allemagne nazie, commencèrent à former et entraîner des milliers de jeunes personnes à devenir pilotes. Sous des apparences officielles assez innocentes de programmes purement civils, ces programmes sponsorisés par des gouvernements européens n'étaient en fait rien d'autre que des académies d'entraînement au vol militaire.
En octobre 1938, le général Henry « Hap » Arnold convoqua les représentants des trois meilleures écoles d'aviation et leur demanda d'établir la mise en place d'écoles d'entraînement civiles sans soutien financier, à leurs propres risques. Ces personnes étaient Oliver Parks (en), du Parks Air College (en), C. C. Moseley, du Curtiss-Wright Technical Institute, et Theopholis Lee, de la Boeing School of Aeronautics (en). Tous furent d'accord pour commencer le travail. L'autorité aéronautique civile (en anglais : Civil Aeronautics Authority, ou CAA), dirigée par Robert Hinckley, créa le Civil Aeronautics Act of 1938, qui contenait les autorisations de langue et les fonds d'un programme d'essai de ce qui allait évoluer en Civilian Pilot Training Program (CPTP). Le président Franklin D. Roosevelt dévoila le programme le 27 décembre 1938, annonçant lors d'une conférence de presse à la Maison Blanche qu'il avait signé une proposition pour fournir un soutien accéléré à l'aviation générale, en procurant de l'entraînement au pilotage à 20 000 étudiants par an.
Suivant le précédent établi par les Européens, le CPTP fut établi comme étant un programme civil, mais son potentiel pour la défense nationale ne fut pas particulièrement dissimulé. Le programme débuta en 1939, avec deux lois passées par le Congrès en avril et juin, le gouvernement payant pour une formation au sol de 72 heures, suivie par 35 à 50 heures de formation en vol sur des installations situées près de onze lycées et universités. Le programme fut un succès formidable et s'avéra être une exceptionnelle réussite pour ses plus fervents défenseurs, permettant alors à l'Amérique de largement gonfler sa population de pilotes civils en formant des milliers de lycéens aux bases du vol.

## Controverse
L'armée fut initialement peu enthousiaste au sujet du concept du CPTP, étant peu impressionnée par un quelconque programme initié et administré par des civils. De son côté, le Congrès lui aussi était divisé sur la plupart des points concernant la valeur de ce programme. Les Isolationnistes présentèrent le programme comme une exhibition de force provocante qui menaçait la neutralité de la nation, d'autres le qualifièrent de gâchis d'argent provenant des contribuables, alors que les partisans du programme vantaient ses impacts positifs sur l'industrie aéronautique et la valeur ajoutée importante pour la Défense, disposant alors d'une importante source de pilotes entraînés.
Après l'invasion de la Pologne par les Nazis du 1er septembre 1939, qui déclencha la Seconde Guerre mondiale, la valeur militaire du CPTP devint évidente, même aux yeux des détracteurs du programme. Les États-Unis commencèrent à évaluer leur capacité à engager une guerre aérienne et les résultats furent consternants. Les pilotes, les instructeurs de vol et les avions d'entraînement étaient tous en pénurie. Reconnaissant le manque de pilotes entraînés, l'US Army Air Corps (USAAC) et l'US Navy renoncèrent à contrecœur à certains cours « éliminatoires » pour les diplômés du CPTP et les autorisèrent à continuer directement vers des cours de pilotage.
L'USAAC estima la situation si grave qu'elle proposa que l'aviation privée soit suspendue et que tous les entraînements de pilotes — en particulier le CPTP — soient placés sous le contrôle des militaires. Le 13 décembre 1940, un numéro d'American Aviation Daily publia ce communiqué sur les intentions de l'US Army :
« 
Des plans préliminaires seraient déjà mis en place par l'Army pour clouer au sol tous les vols privés aux États-Unis pour la durée de l'état d'urgence nationale... L'armée va prendre le contrôle de tous les programmes d'entraînement (incluant le CPTP).
 »
La proposition de l'US Army dut faire face à une forte résistance. Seulement deux semaines après la parution de l'article d'American Aviation Daily, 83 compagnies ayant un intérêt acquis dans l'aviation générale organisèrent la National Aviation Training Association (NATA). Les membres de cette association reconnurent que, si rien n'était fait, le plan de l'Army — pour toute raison pratique — supprimerait les avions privés du ciel américain. La NATA et d'autres acteurs importants de l'Aviation mirent des bâtons dans les roues de l'Army avec une campagne de lobbying efficace auprès du Congrès. Leurs actions ont sauvé non-seulement le CPTP, mais pourraient probablement avoir sauvé la totalité de l'industrie de l'aviation générale aux États-Unis.

## Mise en place du programme

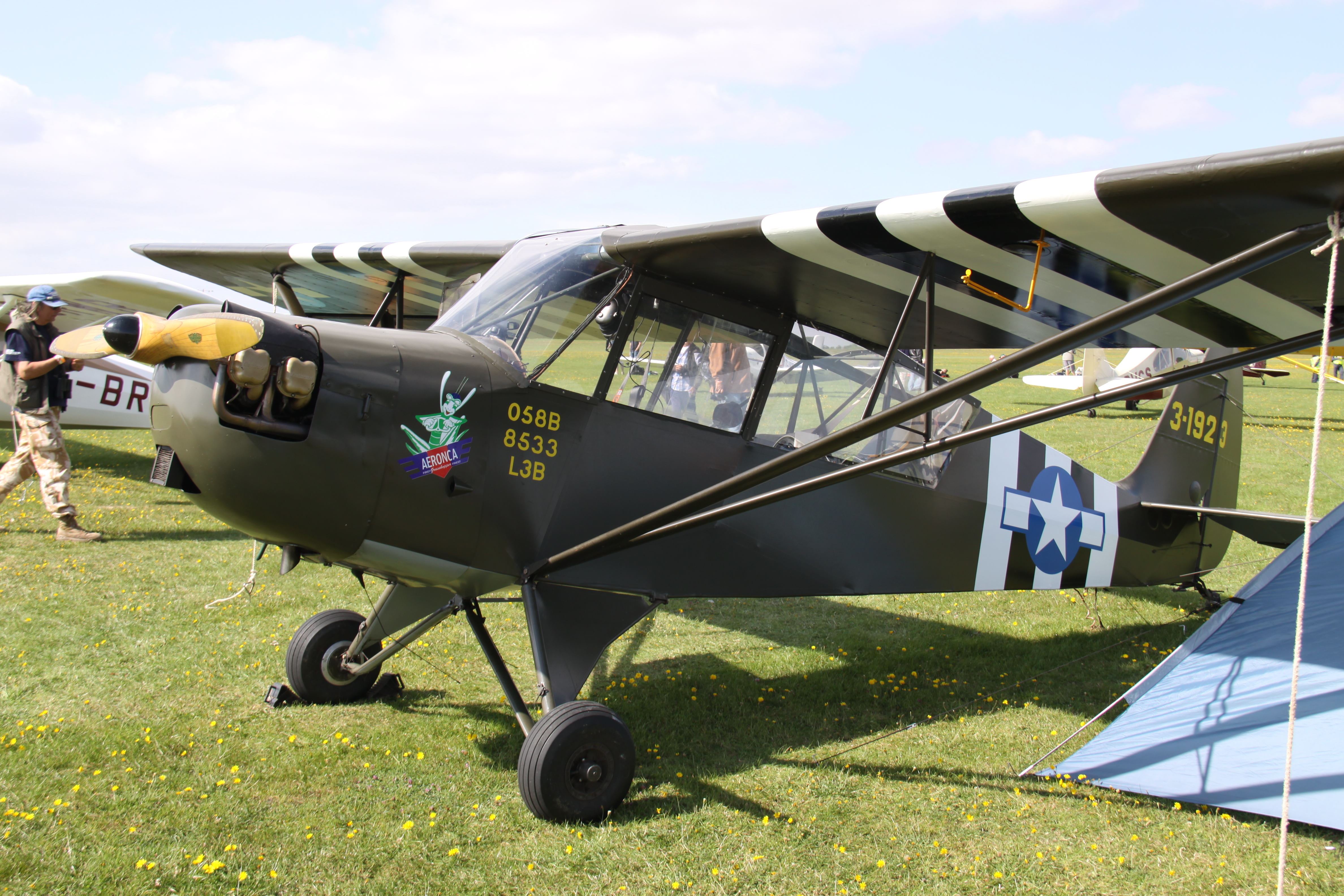
Un Aeronca L-3 Grasshopper, exemple typique d'appareil utilisé pour le Civilian Pilot Training Program.

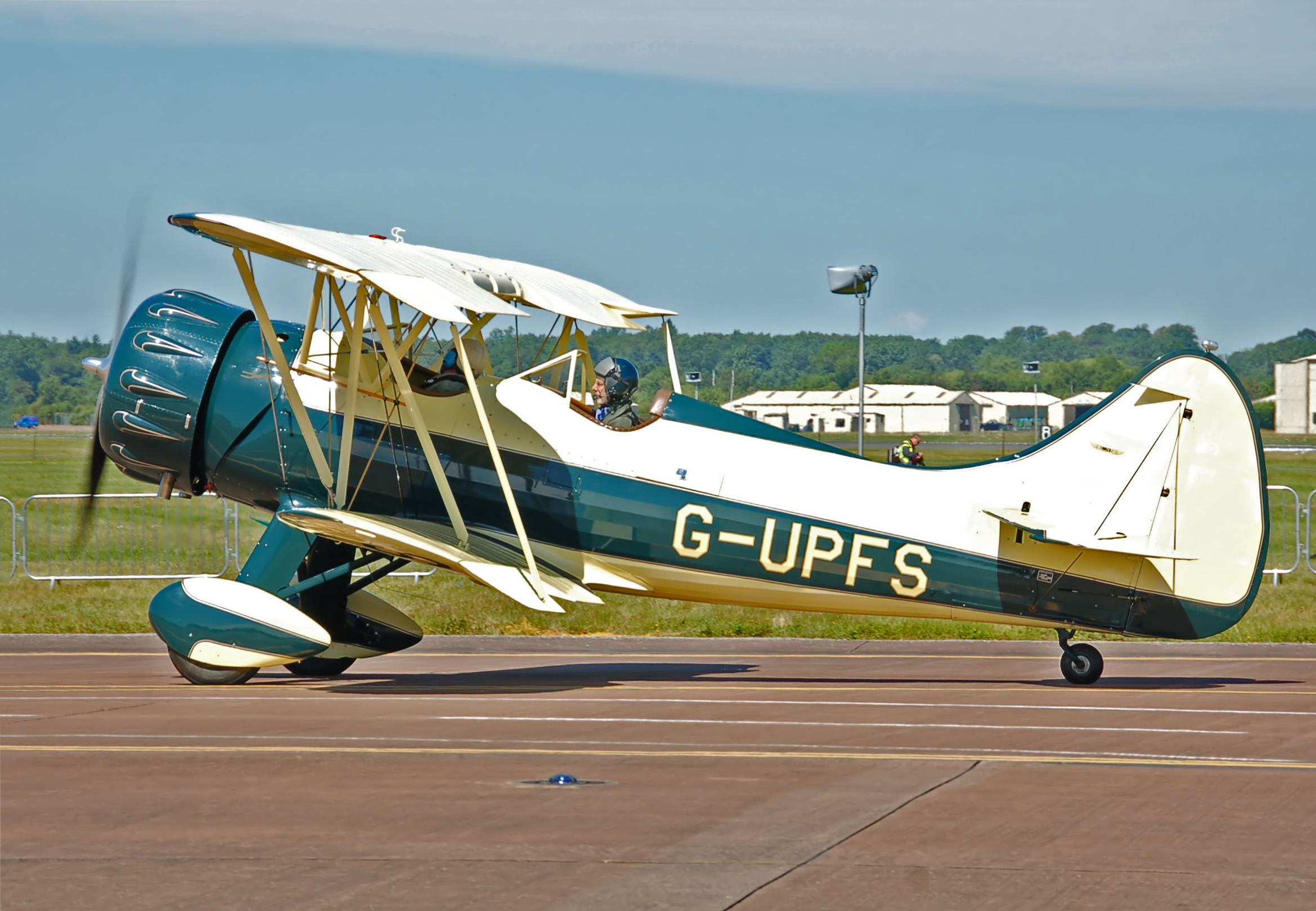
Un Waco UPF-7, lors de son arrivée au RIAT de juillet 2014 à Fairford, au Royaume-Uni.

Le résultat fut un CPTP revitalisé et une extension de son domaine d'activités à une plus vaste portion des lycées et universités du pays. En mai 1939, les neuf premières écoles furent sélectionnées ; neuf autres furent ajoutées en août 1940 — alors que la Bataille d'Angleterre faisait rage —, onze autres en mars 1941 et encore quinze autres en octobre 1941 — quatre mois après la formation de l'United States Army Air Forces (USAAF) — et seulement deux mois avant l'entrée des États-Unis dans la Seconde Guerre mondiale. À l'apogée du programme, 1 132 institutions éducationnelles et 1 460 écoles de pilotage participaient au CPTP. Des institutions telles que l'université du Michigan, l'université de Virginie, l'université de Virginie, l'université de Washington, le Georgia Institute of Technology, le Pomona Junior College, l'université d'État de San José, et plus notablement le Tuskegee Institute, inclurent tous le CPTP dans leur programme.
L'inclusion de l'université Tuskegee dans les rangs des participants au CPTP, en parallèle avec l'université d'Hampton, l'université d'État de Virginie, l'université d'État du Delaware et l'université Howard, permit d'ouvrir les portes aux premiers pilotes militaires afro-américains (les célèbres « Tuskegee Airmen »). Le début de la Seconde Guerre mondiale et la pression politique se combinèrent pour contraindre l'US Army Air Corps — comme elle était encore désignée à l'époque, avant de devenir l'US Army Air Forces, le 20 juin 1941 — à accepter d'employer des Afro-américains comme officiers ou pilotes, la majorité de son personnel étant des diplômés du CPTP.
La décision d'entraîner des pilotes civiles produisit également un effet secondaire inattendu — mais bienvenu — sur l'industrie de l'aviation générale. En fin de compte, les États-Unis firent face à un manque d'avions d'entraînement aussi important que le manque de pilotes civils. Les régulations de l'Autorité fédérale de l'aviation civile (CAA, ancêtre de la Federal Aviation Administration actuelle, ou FAA) demandaient à chaque école participant au programme CPTP de posséder au-moins un avion pour chaque lot de dix étudiants enrôlés dans le programme.
De plus, les exigences pour ces avions réduisirent leur nombre à seulement quelques modèles disponibles à cette période, avec la plupart des écoles de pilotage préférant la configuration à sièges en tandem du Piper Cub. Saisissant l'opportunité inattendue s'offrant à eux, plusieurs fabricants d'avions légers s'empressèrent de combler le vide de marché avec des avions « CPTP-compatibles » de leur conception, tels les biplans UPF-7 de WACO et Meyers OTW. Aeronca et Taylorcraft Aircraft (en) produisirent aussi des versions à sièges en tandem de leurs monoplans à aile haute existants à sièges côte-à-côte, chacun donnant naissance à un équivalent militaire, par exemple le Taylorcraft L-2.

## Entrée en guerre
Après l'attaque de Pearl Harbor et l'entrée en guerre des États-Unis dans la Seconde Guerre mondiale, le CPTP changea définitivement, y-compris son nom. Le Civilian Pilot Training Program devint alors le War Training Service (WTS, « service d'entraînement de guerre ») et, de 1942 à 1944, servit essentiellement de programme écran pour les candidats potentiels au statut de pilote. Les étudiants effectuaient toujours leurs classes dans les lycées et universités et leur entraînement au pilotage était toujours effectué par des écoles de pilotage privées, mais tous les diplômés du WTS devaient signer un contrat attestant leur engagement dans l'armée après l'obtention de leur diplôme. Il existe une liste complète des lycées et universités ayant participé au programme CPTP dans l'ouvrage They Flew Proud, de l'as de l'aviation Jane G. Birch.
Le programme CPTP/WTS fut abandonné à l'été 1944, mais 435 165 personnes, incluant des centaines de femmes et d'Afro-américains, avaient été formés au pilotage. Des pilotes légendaires ayant appartenu au programme CPTP incluent : l'astronaute/sénateur John Glenn, le quatrième plus grand as de la Navy Alexander Vraciu, le pilote d'essai de Douglas Robert Rahn, le plus grand as de l'aviation américaine Richard Bong, le triple as Bud Anderson, l'ancien sénateur George McGovern, la WASP Dora Dougherty et le major afro-américain Robert W. Deiz. Le CPTP accomplit à merveille la mission pour laquelle il fut mis en place, une devise restituée à la perfection par le titre de l'ouvrage de l'historien aéronautique Dominick Pisano To Fill the Skies with Pilots, qui décrit en détail l'aventure du Civilian Pilot Training Program.
Deux des plus importantes écoles du WTS étaient Piemont Aviation, gérée par Tom Davis, et Southern Airways, gérée par Frank W. Hulse. L'école Piemont était basée à Winston-Salem, en Caroline du Nord, alors que la compagnie Southern possédait des écoles à Charlotte, en Caroline du Nord, Greenville et Camden, en Caroline du Sud, et à Birmingham et Decatur, en Alabama. Les deux compagnies entraînèrent plus de 60 000 pilotes de guerre, incluant des jeunes hommes en provenance du Brésil (école Piemont) et un grand nombre de pilotes britanniques de la Royal Air Force (compagnie Southern). En 1947, Davis transforma son école en la compagnie Piemont Airlines, effectuant des vols passagers réguliers entre la Caroline du Nord et l'Ohio. En 1949, la compagnie Southern Airways de Hulse effectuait un service commercial entre Jacksonville, en Floride, et Memphis, dans le Tennessee, ainsi qu'entre Atlanta et Charlotte. Les deux compagnies commencèrent leur service avec des Douglas DC-3 issus des surplus militaires, modifiés en avions de ligne dans les hangars qui servirent d'installations de maintenance pendant les programmes CPTP et WTS.
L'une des rares femmes instructrices du CPTP écrivit plus tard à propos de ses expériences. Avec la menace de la guerre montrant le bout de son nez, Opal Kunz (en) renouvela sa licence de pilote après avoir suivi des cours de recyclage à Hagerstown, dans le Maryland, puis commença à enseigner le pilotage aux étudiants du lycée d'état de l'Arkansas (désormais l'université d'État de l'Arkansas). Elle s'installa ensuite à Rhode Island, et au démarrage de la Seconde Guerre mondiale devint instructrice au Rhode Island State Airport Terminal (en) pour les cadets de l'US Navy. Grâce au CPTP, elle put pendant la guerre enseigner à plus de 400 jeunes comment voler pour l'Air Corps. Elle put réaliser d'un vieux rêve qu'elle avait depuis son engagement dans le Betsy Ross Air Corps (en), en entraînant les hommes qui piloteraient plus tard des chasseurs au combat. Un article de l'époque décrivit le travail qu'elle accomplit en disant :
« 
Mlle Kunz est à Providence depuis janvier 1942 comme membre de l'équipe d'E. W. Wiggins (en). Elle a une confiance maternelle en ses « garçons » et ils le lui rendent avec respect et enthousiasme. Rien ne la rend plus heureuse que de les voir voler en solo, de savoir qu'elle les a amené un pas plus en avant vers la ligne de défense aérienne de l'Oncle Sam.
 »
Plus tard, revenue chez elle en Californie, elle se remémora ses expériences avec tendresse :
« 
J'ai entraîné 400 hommes et ce fut facilement le point culminant de ma carrière. Je suis vraiment devenue une sorte de mère adoptive pour eux. Vous seriez surpris de savoir combien de mes hommes m'ont amené leurs femmes et leurs enfants après la guerre.
 »
Elle indiqua également dans une lettre qu'elle avait entraîné des pilotes de combat :
« 
[...] J'étais instructrice de vol pendant toute la durée de la guerre. Plus de 300 de mes étudiants ont servi de pilotes militaires pendant la guerre.
 »
Au-moins une diplômée du CPTP, Betty Tackaberry Blake (en), servit comme pilote dans le Women Airforce Service (WASP).